# Elasmus levifrons
Elasmus levifrons är en stekelart som beskrevs av Howard 1894. Elasmus levifrons ingår i släktet Elasmus och familjen finglanssteklar. Inga underarter finns listade i Catalogue of Life.